# Mickaël Delage
Mickaël Delage (Libourne, 6 de agosto de 1985) é um ciclista francês que é membro da equipa francesa Groupama-FDJ.

## História
Mickaël Delage estreiou como profissional na Française des Jeux em 2005. Em 2009, alinhou pela equipa belga Silence-Lotto, em companhia de Philippe Gilbert. Actualmente corre para a equipa francesa o Groupama-FDJ.

## Palmarés

### Estrada
- 2006
  - 1 etapa do Tour de l'Avenir

- 2010
  - 3.º no Campeonato da França em Estrada

- 2013
  - La Roue Tourangelle

### Pista
- 2004
  - Campeonato da França de Perseguição por equipas (com Fabien Patanchon, Matthieu Ladagnous, Cédric Agez e Jonathan Mouchel)  
    - 2.º no Campeonato da França em madison

- 2006
  - Campeonato da França de Perseguição por equipas (com Matthieu Ladagnous, Jonathan Mouchel, Sylvain Blanquefort e Mikaël Preau)

## Resultados em Grandes Voltas e Campeonatos do Mundo
| Corrida            | Corrida            | 2005 | 2006  | 2007  | 2008  | 2009  | 2010 | 2011  | 2012  | 2013 | 2014  | 2015  | 2016  | 2017  | 2018  | 2019 | 2020  | 2021 |
| ------------------ | ------------------ | ---- | ----- | ----- | ----- | ----- | ---- | ----- | ----- | ---- | ----- | ----- | ----- | ----- | ----- | ---- | ----- | ---- |
|                    | Giro d'Italia      | —    | 129.º | —     | —     | —     | —    | —     | 144.º | —    | —     | —     | 148.º | —     | —     | —    | —     | —    |
|                    | Tour de France     | —    | —     | 117.º | —     | 101.º | Ab.  | 132.º | —     | —    | 143.º | —     | —     | F. c. | —     | —    | —     | —    |
|                    | Volta a Espanha    | —    | —     | Ab.   | 103.º | 73.º  | Ab.  | —     | —     | —    | —     | 109.º | —     | —     | 112.º | Ab.  | 142.º | —    |
| Mundial em Estrada | Mundial em Estrada | —    | —     | —     | —     | —     | —    | —     | —     | —    | —     | 75.º  | —     | —     | —     | —    | —     | —    |

—: não participa

F. c.: desclassificado por "fora de controle"

Ab.: abandono